# ICI RDI
Pour les articles homonymes, voir RDI.
Le Réseau de l'information (RDI), aussi connu sous l'appellation ICI RDI, est une chaîne de télévision d'information en continu de la Société Radio-Canada (SRC) créée le 1er janvier 1995. Elle est l'équivalent francophone de la chaîne de télévision d'information anglophone CBC News Network de la Canadian Broadcasting Corporation (CBC).

## Historique
La Société Radio-Canada (SRC) dépose son plan de chaîne d'information en continu au Conseil de la radiodiffusion et des télécommunications canadiennes (CRTC) à l'automne 1993. Le projet de chaîne, appelée RDI (pour Réseau de l'information), prévoit une diffusion 24 heures sur 24 et 7 jours sur 7 et la création de 184 emplois, dont une soixantaine en dehors de Montréal. La SRC prévoit également déplacer la majorité de ses émissions spéciales d'information de son antenne principale vers RDI. Le projet RDI associe la SRC à plusieurs de ses concurrents (Radio-Québec, TQS), chaînes de télévision étrangères (France 2, Euronews) et câblodistributeurs (Cogeco). Le réseau TVA, initialement associé au projet, se retire à la dernière minute.
Les audiences devant le CRTC débutent le 14 février 1994. Le CRTC approuve le projet de chaîne RDI 6 juin 1994 pour une entrée en ondes le 1er janvier 1995. Le ministre des Communications Michel Dupuy confirme en septembre 1994 l'attribution de la licence.
La chaîne a vu le jour le 1er janvier 1995, sous la houlette de Claude Saint-Laurent,, directeur de l'information à la SRC de 1991 à 2003. Une de ses particularité par rapport aux autres services existants de la Société était qu'elle se finançait principalement par souscription plutôt que par subvention. 1995 est également l'année du deuxième référendum et de l'intense couverture médiatique dont il fit l'objet. RDI était notamment accusée de biais autant par les commentateurs souverainistes que fédéralistes, desquels l'expression « RD-Oui » est née.
Dans le contexte des attentats du 11 septembre 2001, RDI atteint une part de marché record de 10 % de l'auditoire francophone dans le semaine du 10 au 16 septembre 2001.
En 2006, le CRTC autorisa la chaîne concurrente Le Canal Nouvelles à s'éloigner de la formule d'un bulletin de manchettes répété toutes les 15 minutes et à diffuser des émissions d'actualité et d'affaires publiques.
La programmation de RDI a été progressivement ajustée. Par exemple, les émissions régionales provenant de l'Atlantique, du Québec, de l'Ontario et de l'Ouest au cours de la matinée et de l'après-midi ont été remplacées par la présentation, en flux, des nouvelles à partir de Montréal.
En soirée, un créneau au cours duquel une émission d'une heure était consacrée à l'approfondissement d'un sujet (Maisonneuve à l'écoute de 1995 à 2003), puis La Part des choses de 2003 à 2007 et Dominique Poirier en direct de 2007 à 2008) a été modifié en faveur d'une émission plus rythmée couvrant plusieurs sujets (24 heures en 60 minutes). Des émissions de débats et d'opinions ont aussi été ajoutées, notamment Le Club des ex à compter de 2007.
Depuis janvier 2014, RDI a changé son nom pour devenir ICI RDI, conformément au changement de l'image de marque des chaînes de la Société Radio-Canada, dont les noms seront harmonisés afin de mieux refléter leur appartenance à la société d'État.
L'écoute de la chaîne au Québec augmente jusqu'à 1,875 million de téléspectateurs par jour entre le 16 et 19 mars 2020 (+ 88 % par rapport à la période septembre 2019-février 2020) alors que la pandémie de Covid-19 s'intensifie. ICI RDI atteint une part de marché de 6,5 % chez les francophones (contre 3,1 % sur la période précédente).
Le 14 octobre 2020, la Société Radio-Canada annonce que les chaînes ICI RDI et CBC News Network sont temporairement débrouillées pour permettre au plus grand monde de suivre la couverture de la pandémie de Covid-19. Les deux chaînes avaient déjà été débrouillées au printemps 2020 pour la première vague de la pandémie jusqu'au 30 juin 2020.
En 2022, la plupart des émissions sont tournées depuis la nouvelle Maison de Radio-Canada et l'entièreté de la programmation depuis le 24 mai 2022.
Durant 2024, La programmation d'ICI RDI subit quelques changements, où certaines plages horaires sont réorganisées pour mieux structurer les émissions et diversifier les formats.

## Identité corporative

### Logotypes

#### RDI (1995-2014)

Logo de RDI de 1995 à 2001.
Logo de RDI de 2001 à 2005.
Logo de RDI de 2006 à 2008.
Logo de RDI de 2008 à 2014.

#### ICI RDI (depuis 2014)

Logo de ICI RDI de 2014 à 2016.
Logo de ICI RDI de 2016 à 2023.
Logo de ICI RDI depuis 2023.

### Slogans
- 1995–2003 : L'information continue
- 2003 : Du direct, du contenu, du cœur
- 2006-2013 : Source d'information
- 2013-2015 : Le direct c'est notre terrain
- 2013-2016 : L'info en premier
- 2016-2020 : Quoi qu'il arrive
- 2020-2023 : Essentielle, quoi qu'il arrive
- Depuis 2023 : Voyez grand

## Organisation

### Moyens
Le réseau dispose des ressources d'information de la Société Radio-Canada :
- 400 journalistes ;
- Une dizaine de salles de nouvelles, dont le Centre de l'information à Montréal d'où sont présentées les nouvelles ;
- Plus de trente bureaux au Canada ;
- Six bureaux à l'étranger.

## Programmes
ICI RDI diffuse des émissions d'information, d'affaires publiques, d'analyse et des documentaires. Lors de grands événements ou de nouvelles de dernière heure importantes (breaking news), ICI RDI annule sa programmation régulière et diffuse des émissions spéciales.
ICI RDI est reconnu pour sa couverture en continue de l'actualité. Le matin et l'après-midi, la chaîne diffuse L'Info, une longue émission d'information en direct qui braque ses caméras sur les événements qui se déroule sur le moment et permet la diffusion quasi immédiate d'informations. Les journalistes de Radio-Canada de partout au pays et de tous les bureaux internationaux sont déployés pour alimenter l'information en continue d'ICI RDI.
Plusieurs émissions sont présentées au cours de la journée :

### Actuel
Information :
| Titre                   | Période                                                                                           | Animation |
| ----------------------- | ------------------------------------------------------------------------------------------------- | --- |
| D'abord l'info          | 6 h à 9 h (semaine)                                                                               | Marc André Masson |
| D'abord l'info          | 6 h à 10 h (week-end)                                                                             | Geneviève Garon |
| L'agenda                | 9 h à 9 h 30 (semaine uniquement)                                                                 | Alec Castonguay |
| L'Info Maintenant       | 9 h 30 à 11 h 30 (semaine)                                                                        | Julie Drolet, actuellement remplacée par Catherine Lanthier (du lundi au jeudi inclusivement) Véronique Darveau (le vendredi)                           |
| L'Info Maintenant       | 10 h à 11 h 30 (week-end)                                                                         | Geneviève Garon |
| L'Info Maintenant       | 13 h 30 à 17 h (week-end seulement)                                                               | Véronique Darveau |
| Le Téléjournal Midi     | 12 h à 12 h 30 (tous les jours) (aussi en rediffusion de 12 h 30 à 13 h le samedi et le dimanche) | Julie Drolet, actuellement remplacée par Catherine Lanthier (du lundi au jeudi inclusivement) Véronique Darveau (du vendredi au dimanche inclusivement) |
| Zone Info               | 14 h à 16 h (semaine)                                                                             | Gérald Fillion |
| En Direct               | de 15 h 58 à 17 h 55 (semaine)                                                                    | Patrice Roy |
| Le Téléjournal week-end | 17 h à 17 h 30 (le samedi et le dimanche) (aussi en rediffusion de 17 h 30 à 18 h)                | Claudine Bourbonnais |
| 24•60                   | 19 h à 20 h (semaine)                                                                             | Anne-Marie Dussault |
| Le Téléjournal          | 21 h à 22 h (tous les jours)                                                                      | Céline Galipeau (du lundi au jeudi inclusivement) |
| Le Téléjournal          | 21 h à 22 h (tous les jours)                                                                      | Claudine Bourbonnais (du vendredi au dimanche inclusivement)                                                                                            |
| Le National             | 23 h à minuit (du lundi au vendredi) 22 h 30 à 23 h 30 (le samedi et le dimanche)                 | Véronique Darveau (du lundi au mercredi inclusivement) Brigitte Bougie (du jeudi au dimanche inclusivement)                                             |

#### Affaires publiques
- Isabelle Richer avec Isabelle Richer (en semaine, à 11 h 30)
- La période de questions avec Julie Drolet ou Véronique Darveau (vendredi, de 12 h 30 à 13 h 30) (hors d'antenne en période de sessions parlementaires)
- Zone Économie avec Gérald Fillion et Andrée-Anne St-Arnaud (en semaine, à 17 h 55)
- Les Décrypteurs avec Alexis De Lancer, Jeff Yates, Nicholas De Rosa et Marie-Pier Élie (le samedi, à 11 h 30 et le dimanche, à 13 h)
- Le National Hebdo, avec Sébastien St-François, depuis Toronto (le samedi, à 13 h)

#### Politique
- Les Coulisses du pouvoir avec Daniel Thibeault (dimanche, entre 11 h et 12 h et en rediffusion à 21 h 30)
- Mordus de politique avec Sébastien Bovet (lundi au jeudi 12 h 30 à 13 h 30)
- La parole aux mordus de politique avec Sébastien Bovet (le vendredi, de 12 h 30 à 14 h)

#### Documentaire
- Les Grands Reportages (à 20 h, du dimanche au vendredi)

#### Étranger
- Journal de France 2 (France) (les week-ends, à 23 h 30)
- Enquêtes criminelles : le magazine des faits divers (France) (lundis 21 h et 23 h)

#### Autre
- Les Stagiaires avec Marie-Maude Denis[16]
- Tout peut arriver avec Marie-Louise Arsenault (le samedi, de 19 h à 21 h)

### Anciens
- Capital Actions (1995–2008) (présentée par Claude Beauchamp de 1995 à 2004)[17]
- Le Point (1995-2006)
- Les Rendez-vous de Marie-Claude (1995-2009) (présentée par Marie-Claude Lavallée)
- Maisonneuve à l'écoute (1995-2003) (présentée par Pierre Maisonneuve)
- La Part des Choses (2003-2007) (présentée par Bernard Drainville)
- Michaëlle (2004–2005) (présentée par Michaëlle Jean)
- RDI 10 ans (2005) (présentée par Bernard Drainville)
- RDI Matin (2006-2022) (présentée par Marc-André Masson (en semaine) et Caroline Lacroix (le weekend))
- Dominique Poirier en direct (2007-2008) (présentée par Dominique Poirier)
- Les Ex (2007-2020) (présentée par Julie Drolet et ses ex Marie Grégoire, Yolande James et Mathieu Traversy)
- RDI économie (2008-2020) (présentée par Gérald Fillion et son équipe)
- RDI Santé (2009-2012) (présentée par Marie-Claude Lavallée)
- 109 (2010-2012) (présentée par Mireille Deyglun)
- Les Ex 2e édition (2017-2018)
- Arrêt culturel (2021-2022) (présentée par Nabi-Alexandre Chartier)
- Mordus de campagne (2022) (présentée par Sébastien Bovet)
- L'Info (????-2022)
- Second regard (Alain Crevier)
- Clip Art (Louise Rousseau)
- Le Monde (Bernard Derome)
- Le Téléjournal Matin
- Matin Express
- RDI Junior (Catherine Mercier (2002-2005), Anaïs Favron (2006-2007), Claudia Genel[18] (2008))
- RDI à l'écoute
- RDI en Direct
- Sous la loupe (présentée par Isabelle Richer)

## Équipe et correspondants
- Geneviève Asselin
- Julie Jasmine Boudreau (météo)
- Brigitte Bougie
- Claudine Bourbonnais
- Sébastien Bovet
- Waldir Da Cruz (météo)
- Véronique Darveau
- Alexis De Lancer
- Martine Defoy
- Julie Drolet
- Anne-Marie Dussault
- Gérald Fillion
- Céline Galipeau
- Suzanne Gariépy (météo)
- Catherine Gauthier
- Alain Jean-Mary (météo)
- Christian Latreille
- Marc André Masson
- Pascal Robidas
- Daniel Thibeault

### Au Canada
Le réseau d'ICI RDI s'étend sur une bonne partie du Canada. Liste des correspondants à l'extérieur de Montréal :

#### Québec
- Québec : Colin Côté-Paulette (matin), Pascal Poinlane (après-midi), Mathieu Gohier (correspondant parlementaire), Sébastien Bovet (chef de bureau à l'Assemblée nationale)
- Trois-Rivières : Amélie Desmarais
- Sherbrooke : Brigitte Marcoux
- Saguenay : Louis Martineau

#### Ontario
- Ottawa : Claudine Richard, Daniel Thibeault (correspondant parlementaire)
- Toronto : Jérémie Bergeron

#### Acadie
- Halifax : Héloise Rodriguez
- Moncton : Nouemsi Njiké

#### Ouest canadien
- Winnipeg : Ilrick Duhamel
- Calgary : Anne Levasseur
- Vancouver : Benoit Ferradini, Wildinette Paul

### International
- Paris : Raphaël Bouvier-Auclair, Marie-Ève Bédard
- Washington : Frédéric Arnould, Azeb Wolde-Giorghis
- Europe de l'Est : Tamara Alteresco
- Asie : Philippe Leblanc

### Anciens membres
- Geneviève Asselin (retraitée depuis 2023)
- Martine Biron (a quitté pour la politique provinciale québécoise en 2022)
- Jocelyne Blouin (retraitée depuis 2011)
- Jean-Philippe Cipriani (a quitté pour le Huffington Post en 2012[19], L'Actualité, La Presse canadienne)
- Martine Defoy (retraitée depuis 2023)
- Bernard Derome (retraité depuis 2008)
- Bernard Drainville (a quitté pour la politique provinciale québécoise en 2007)
- Simon Durivage (retraité depuis 2015)
- Denis Ferland, correspondant parlementaire à Ottawa (retraité depuis 2016)
- Christine Fournier (retraitée depuis 2020)
- Michaëlle Jean (a quitté en 2005 et plus tard nommée comme gouverneure générale du Canada suivi du poste de secrétaire générale de la Francophonie en 2014.)
- Michelle Lamarche (a quitté pour VIA Rail en 2012[19] avant de revenir en journalisme à la colline parlementaire d'Ottawa pour TVA-LCN)
- Louis Lemieux (retraité depuis 2014)
- Chu Anh Pham (a quitté pour La Presse en 2012[19], LCN-Argent, CSN pour revenir à ICI RDI en 2017 et repartir pour se présenter au NPD lors des fédérales 2019)
- Michel Viens (retraité depuis 2017)
- Pascal Yiacouvakis (météo, retraité depuis 2022)

## Audiences

### Événements particuliers
| Période                         | PdA en % | Téléspectateurs par jour | Contexte                                                      |
| ------------------------------- | -------- | ------------------------ | ------------------------------------------------------------- |
| 2 – 8 janvier 1995              | 1,8 %    | NC                       | Lancement de la chaîne                                        |
| 22 – 29 octobre 1995            | 4 %      | NC                       | Référendum de 1995                                            |
| 1 – 6 septembre 1997            | 4,4 %    | NC                       | Décès de Lady Diana                                           |
| 13 – 19 octobre 1997            | 3,6 %    | NC                       | Tragédie des Éboulements                                      |
| 5 – 10 janvier 1998             | 4,2 %    | NC                       | Crise du verglas                                              |
| 10 – 16 septembre 2001          | 10 %     | NC                       | Attentats du 11 septembre 2001                                |
| 3 – 16 mars 2003                | 1,4 %    | NC                       |                                                               |
| 18 – 20 mars 2003               | 4,3 %    | NC                       | Déclenchement de la Guerre en Irak                            |
| 24 – 30 avril 2005              | 4,4 %    | NC                       | Commission Gomery et rumeurs d'élections fédérales            |
| 9 – 15 mai 2005                 | 3,4 %    | NC                       | Commission Gomery et rumeurs d'élections fédérales            |
| 31 – 6 novembre 2005            | 3 %      | NC                       |                                                               |
| 28 – 3 septembre 2006           | 2,5 %    | NC                       |                                                               |
| 4 – 10 septembre 2006           | 2,4 %    | NC                       |                                                               |
| 11 – 17 septembre 2006          | 2,8 %    | NC                       | Fusillade au Collège Dawson                                   |
| 30 septembre – 1er octobre 2006 | 9 %      | NC                       | Effondrement du viaduc de la Concorde                         |
| 26 mars – 1er avril 2007        | 3,2 %    | NC                       | Suite des élections générales de 2007                         |
| 7 – 13 mai 2007                 | 3,4 %    | NC                       | Ouverture de la 38e législature du Québec                     |
| 19 – 25 janvier 2009            | 3,8 %    | NC                       | Assermentation de Barack Obama comme président des États-Unis |
| 16 – 22 février 2009            | 3,2 %    | NC                       | Viste de Barack Obama à Ottawa                                |
| 1er septembre 2010              | 3,8 %    | NC                       | Commission Bastarache                                         |
| 21 – 27 mai 2012                | 4,4 %    | NC                       | Conflit étudiant                                              |
| 15 – 21 octobre 2012            | 4 %      | NC                       | Commission Charbonneau                                        |
| 2 – 8 mai 2016                  | 3,9 %    | NC                       |                                                               |
| 16 – 19 mars 2020               | 6,5 %    | 1 875 000                | Pandémie de Covid-19                                          |

### Saisons entières
| Période                       | PdA en % | Téléspectateurs par jour |
| ----------------------------- | -------- | ------------------------ |
| Automne 1997                  | 2,8 %    | NC                       |
| Printemps 1998                | 1,2 %    | NC                       |
| Printemps 1999                | 2,3 %    | NC                       |
| Automne 2001                  | 2,5 %    | NC                       |
| Printemps 2002                | 1,6 %    | NC                       |
| Automne 2002                  | 1,7 %    | NC                       |
| Printemps 2003                | 3,8 %    | NC                       |
| Automne 2003                  | 2,5 %    | NC                       |
| Printemps 2004                | 3,4 %    | NC                       |
| Septembre 2006 – mai 2007     | 2,5 %    | NC                       |
| Septembre 2007 – mai 2008     | 2,2 %    | NC                       |
| Printemps 2011                | 2,8 %    | NC                       |
| Automne 2013                  | 1,7 %    | NC                       |
| Printemps 2014                | 2,7 %    | NC                       |
| Septembre 2015 – avril 2016   | 3,1 %    | NC                       |
| Septembre – décembre 2016     | 2,9 %    | NC                       |
| Printemps 2018                | 2,8 %    | NC                       |
| Septembre 2019 – février 2020 | 3,1 %    | 997 000                  |

## Diffusion
ICI RDI est diffusé dans le service de base de la câblodistribution et de la télévision par satellite à plus de 9,8 millions d’abonnés, dont 2 millions au Québec, et est regardée chaque semaine par près d’un demi-million de téléspectateurs anglophones.
Depuis 2006, on peut regarder RDI en direct sur Internet dans les pays étrangers. Une diffusion audio est disponible pour les résidents canadiens. La diffusion est cependant interrompue lors de certaines émissions, afin de respecter les droits de diffusion.
RDI a commencé la diffusion en format haute définition en 1080i depuis le 1er mai 2008, puis passe au format 720p en janvier 2012.
Bien que pouvant être diffusé par ondes hertziennes sur le même canal, et donc la même antenne, qu'ICI Radio-Canada sous le nom de « 2.2 » par exemple (ICI Radio-Canada est émis sur le canal 19 UHF à Montréal sous le nom de « 2.1 », ce qui laisse assez d'espace pour émettre une autre bande télé en haute définition et deux autres à 480 lignes sur le même canal), aucune demande n'a été faite au CRTC dans ce sens.

## Annexe